# Drosophila nigrodunni
Drosophila nigrodunni este o specie de muște din genul Drosophila, familia Drosophilidae, descrisă de Heed și Wheeler în anul 1957. Conform Catalogue of Life specia Drosophila nigrodunni nu are subspecii cunoscute.